# Comitetul Olimpic și Sportiv Român

Sediul COSR din București

Comitetul Olimpic și Sportiv Român (denumit inițial Comitetul Olimpic Român) este o unitate autonomă, nonprofit, cu personalitate juridică, care își desfășoară activitatea în baza prevederilor Chartei Olimpice și ale statutului propriu. Organizația acționează pentru dezvoltarea și sprijinirea mișcării olimpice în România, pentru cultivarea în rândul tineretului a interesului pentru sport și a idealurilor olimpice. 
Înființat în anul 1914, sub denumirea de Comitetul Olimpic Român, forumul sportiv român își desfășoară în prezent activitatea în baza Hotărârii de Guvern nr. 124 din 21 februarie 1991 privind organizarea și funcționarea Comitetului Olimpic Român , republicată în temeiul art. 2 din HG nr. 631 din 17 august 1995, publicată în Monitorul Oficial al Romaniei, Partea I, nr. 192 din 24 august 1995. 

## Activități desfășurate și surse de finanțare
Comitetul Olimpic și Sportiv Român organizează, împreună cu federațiile naționale ale sporturilor olimpice, selecția și pregătirea sportivilor, asigurând reprezentarea României la Jocurile Olimpice, precum și la competițiile regionale, continentale și intercontinentale, organizate sub egida Comitetului Internațional Olimpic. 
Ca surse de finanțare ale activităților proprii, Comitetul Olimpic Român beneficiază de: 
- subvenții de la bugetul de stat;
- sponsorizări;
- donații și contribuții în bani sau în natură, de la persoane fizice și juridice din țară și din străinătate;
- venituri proprii realizate prin comercializarea emblemei olimpice, a însemnelor proprii și a timbrului olimpic;
- contribuții ale Regiei Autonome "Loteria Națională";
- acțiuni interne și internaționale;
- alte activități economice, desfășurate conform legii.